# William A. Horning
William Allen Horning (* 9. November 1904 in Missouri; † 2. März 1959 in Los Angeles, Kalifornien) war ein US-amerikanischer Artdirector und Production Designer.

## Leben und Wirken
Nach seinem Abschluss an der School of Architecture of the University of California entstand 1935 mit Shadow of Doubt der erste von insgesamt 73 Filmen unter seiner Beteiligung.
Wie Produzent Sam Zimbalist starb Horning bei den Dreharbeiten zum Film Ben Hur, für den er 1960 posthum mit einem Oscar geehrt wurde.
Er war bis zu seinem Tod durch ein Krebsleiden mit Esther Montgomery verheiratet.

## Auszeichnungen
- Oscars (Academy Awards)
  - 1960: Ben Hur (posthum gewonnen) und Der unsichtbare Dritte (posthum nominiert)
  - 1959: Gigi (posthum gewonnen)
  - 1958: Das Land des Regenbaums und Die Girls (nominiert)
  - 1952: Quo Vadis (nominiert)
  - 1940: Der Zauberer von Oz (nominiert)
  - 1938: Maria Walewska (nominiert)

## Filmografie

### Art Director (Auswahl)
- 1937: Maria Walewska (Conquest)
- 1951:  Quo Vadis
- 1956: Die Macht und ihr Preis (The Power and the Prize)
- 1957–1959: The Thin Man (Fernsehserie, 65 Folgen)
- 1958: König der Spaßmacher (Merry Andrew)
- 1958:  Die Brüder Karamasow (The Brothers Karamazov)
- 1958: Gigi
- 1958:  Die Katze auf dem heißen Blechdach (Cat on a Hot Tin Roof)
- 1958: Torpedo los! (Torpedo Run)
- 1958: Verdammt sind sie alle (Some Came Running)
- 1959: Die Haltlosen (The Beat Generation)
- 1959: Der unsichtbare Dritte (North by Northwest)
- 1959: Ben Hur
- 1960: Feind im Rücken (Mission of Danger)
- 1961: Fury River

### Art Department (Auswahl)
- 1935: Shadow of Doubt
- 1935: Blutige Perlen (Whipsaw)
- 1936: Blinde Wut (Fury)
- 1936: Lustige Sünder (Libeled Lady)
- 1936: Seine Sekretärin (Wife vs. Secretary)
- 1939: Der Zauberer von Oz (The Wizard of Oz)
- 1957: Schlucht des Verderbens (Gun Glory)